# Johann Friedrich Steffenhagen und Sohn
Johann Friedrich Steffenhagen und Sohn auch J. F. Steffenhagen und Sohn (lettisch J. F. Stefenhāgens un dēls) war eine Druckerei in Mitau im Kurland. Die Mitauer Hofdruckerei von Christian Liedtke wurde nach dessen Tod 1766 von seiner Witwe Maria Liedtke geb. Hordel(in) geleitet und ging 1769 nach ihrer Eheschließung  mit Johann Friedrich Steffenhagen an diesen über, der die Druckerei zu einem angesehenen Familienunternehmen weiterentwickelte, das bis 1921 bestand.
Die jetzt in Jelgava befindliche Firma „Jelgavas Tipogrāfija“ sieht sich in der Tradition der 1769 erbauten Druckerei und dokumentiert das auf ihrer Homepage‌.

## Inhaber
- Johann Friedrich Steffenhagen (1744–1812) stammte von Rügen und war Barbier und Chirurg, seit 1762 in Mitau. 1769 wurde er herzoglicher Buchdrucker. Von 1796 bis 1812 war er Typograph der Kurländischen Gouvernements-Regierung. 1801 gründete er die Firma „J. F. Steffenhagen und Sohn“, nachdem er Johann Martin Peters, den Sohn seiner Schwester, adoptiert hatte.
- Johann Martin Peters-Steffenhagen (1766–1838) wurde in Sagard (Rügen) geboren, absolvierte von 1781 bis 1784 eine Buchdruckerlehre. Er arbeitete in Greifswald, Leipzig und Berlin, seit 1792 in Mitau. Seit 1801 war er Mitinhaber, seit 1812 Alleininhaber der Druckerei und des Verlages. Er war Mitglied der Kurländischen Gesellschaft für Literatur und Kunst.
- Johann Friedrich Wilhelm Peters-Steffenhagen (1803–1873), der Sohn des Vorgenannten. Von 1812 bis 1820 besuchte er das Gymnasium illustre in Mitau. Von 1821 bis 1824 studierte er Nationalökonomie an der Kaiserlichen Universität Dorpat, danach machte er eine typographische Ausbildung in Hamburg. Seit 1829 war er Mitarbeiter des Vaters, seit 1839 Inhaber der Druckerei und des Verlages. Seit 1829 war er Mitglied der Kurländischen Gesellschaft für Literatur und Kunst, seit 1850 Konservator des Kurländischen Provinzialmuseums.
- Gustav Peters-Steffenhagen (1848–1875), der Sohn des Vorgenannten. Von 1873 bis zu seinem frühen Tod 1875 war er Inhaber der Druckerei und des Verlages.
- Heinrich Schack-Steffenhagen (1859–1945), der Sohn einer Schwester von Gustav Peters-Steffenhagen. Er war Inhaber der Druckerei und des Verlages von 1880 bis 1921.

## Herausgegebene Werke
- Allgemeines Schriftsteller- und Gelehrten-Lexikon der Provinzen Livland, Esthland und Kurland, ab 1827
- Kalender
- Mitauischer Kalender[2]
- Gesangbücher
- Neue Kurländische Güter-Chroniken[3]
- Vollständige Bibliothek kurländischer und piltenscher Staatsschriften, Johann Christoph Schwarz, 1799

Zeitungen
- Mitauische gelehrte und politische Zeitung (1777)
- Mitauische politische Zeitung (1778)
- Mitauische Zeitung (1784, 1832–1851, 1873–1906)
- Mitauische Anzeigen (1797)
- Das Mitauische Intelligenzblatt (1808-53)
- Allgemeine Deutsche Zeitung für Rußland (1811)
- Latweeschu Awises (1822–1915)
- Volksblatt für Stadt und Land der baltischen Provinzen (1864–1865)
- Baltische Tageszeitung (1906–1909)
- Mitauscher Lokalanzeiger (1910–1911)